# Le Repos des modèles
Le Repos des modèles – ou en forme longue Le Repos des modèles, fond ornemental et damier – est un tableau du peintre français Henri Matisse réalisé en 1928. Cette huile sur toile est une scène de genre qui représente deux jeunes femmes dont l'artiste se sert comme modèles allongées côte à côte dans un intérieur décoré, à côté d'un damier et de différents autres objets. Comme l'indique le titre, elles profitent d'un moment de repos, et leurs yeux paraissent lourds ou même déjà clos. Mais comme elles demeurent vêtues à l'orientale, et puisque la posture caractéristique de la plus lointaine se retrouve par ailleurs fréquemment dans l'œuvre du maître, elles semblent malgré tout continuer à poser en tant qu'odalisques pour la série que Matisse poursuit alors, et qui est justement appelée Odalisques. L'œuvre est conservée depuis 1964 au Philadelphia Museum of Art, à Philadelphie,  aux États-Unis.